# آرواره‌های شیطان
آرواره‌های شیطان (به انگلیسی: Jaws of Satan) یا شاه کبرا (به انگلیسی: King Cobra) فیلمی محصول سال ۱۹۸۲ و به کارگردانی باب کلور است. در این فیلم بازیگرانی همچون فریتس ویور، گرچن کوربت، جان مک‌کوری، آدریان شلی، نورمن لوید، دایانا داگلاس و کریستینا اپل‌گیت ایفای نقش کرده‌اند.